# Горохостріл

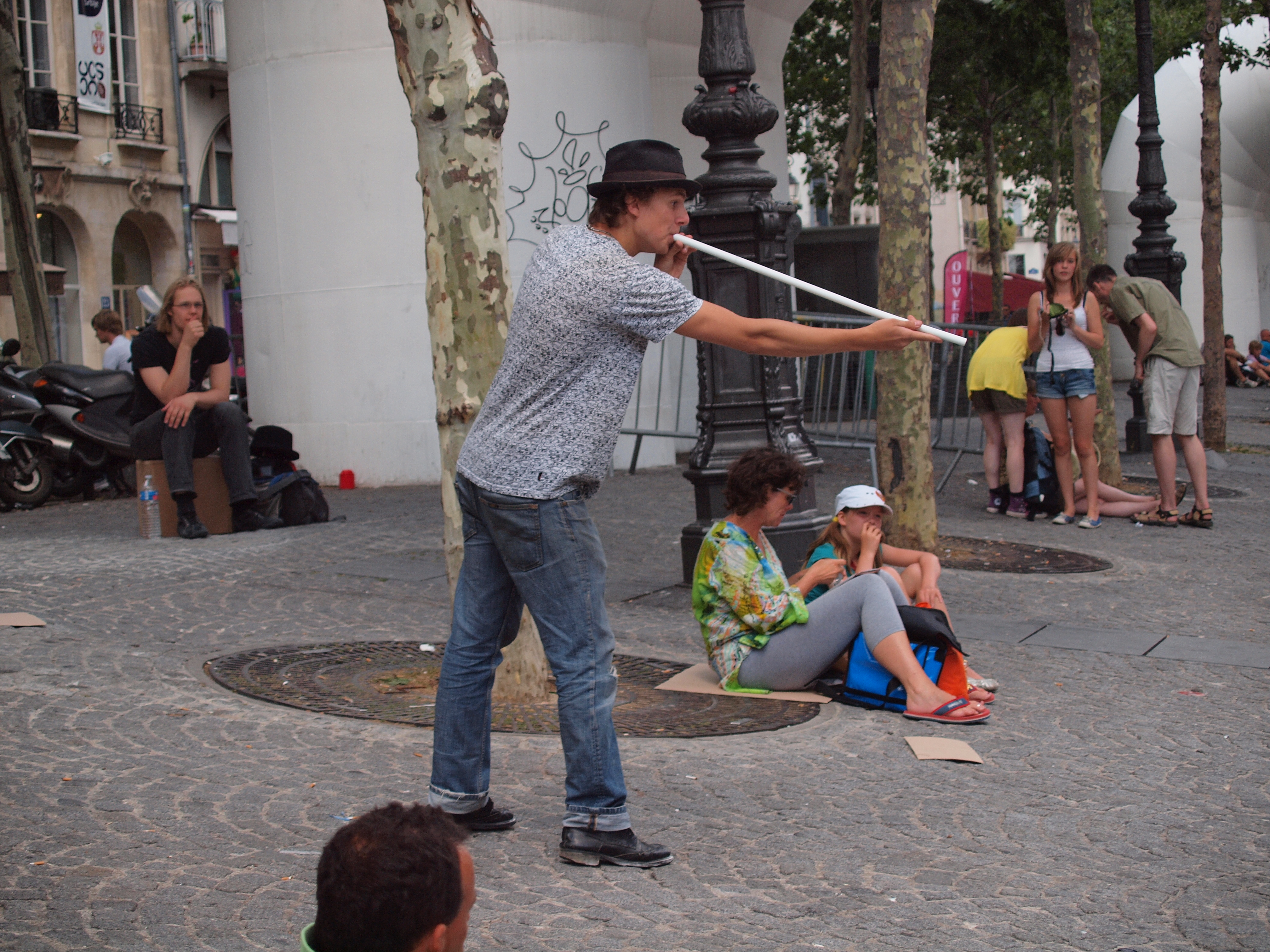
Горохостріл у дії

Горохостріл (плювалка або стрілялка горохом) — іграшкова версія духової трубки. Зазвичай це трубка, яка запускає свої снаряди за допомогою видування. Як випливає з назви, звичайними боєприпасами є горох (зазвичай сушений), хоча також можна використовувати інше насіння, фрукти, імпровізовані дротики або зіжмаканий папір.

## Історія

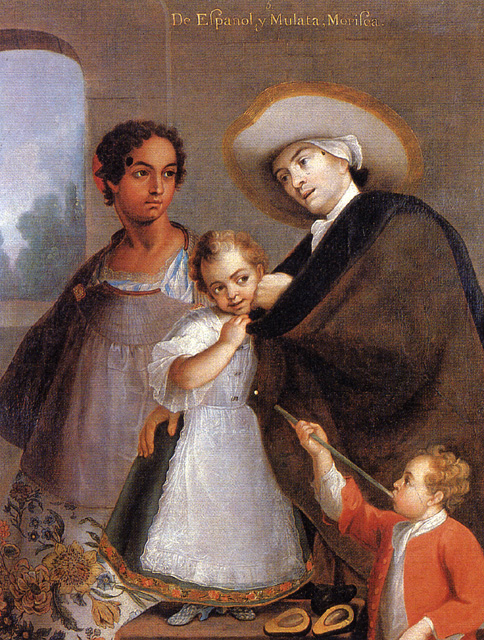
Картина Мігеля Кабрери 1763 року, на якій зображено сина родини Каста, що грається з горохострілом.

«Pinturas de castas» (картини, виконані в техніці «каста») — це рідкісний погляд на повсякденне життя звичайних людей у колоніальній Мексиці XVIII століття. Вони показують, як різні раси та класи взаємодіяли, одягалися, працювали та розважалися. На деяких з цих картин зображені іграшки, якими бавилися діти, зокрема хлопчик із рогаткою та видимим горохострілом.

## Стріляння горохом
Стріляння горохом — акт стріляння сушеним горошком з трубки, горохостріла, шляхом видування повітря через неї. Подібного ефекту можна досягти, використовуючи замість горошку маленькі шматочки паперу. Навколо стрільби з гороху розвинувся вид спорту, в якому горох стріляють у мішень, подібно до тих, що використовуються для стрільби з лука. Мішень може бути виготовлена з м'якого матеріалу (шпаклівки), щоб горошини прилипали до неї або принаймні залишали вм'ятини, за якими легко визначити місце влучання. Чемпіонат світу зі стрільби горошинами проводиться щорічно в селі Вітчем, Велика Британія.

## Шкільна плювалка
Для виготовлення плювалки папером з письмової ручки вам потрібна сама ручка (переважно порожній корпус від кулькової ручки) та невеличкий шматочок паперу . Спочатку розбирається ручка: видаляється з неї стрижень з чорнилом та будь-які інші внутрішні частини, залишається лише порожній циліндричний корпус. Потім береться шматочок паперу і з нього воготовляється снаряд (інколи за допомогою розжовування) такого розміру, щоб він вільно поміщався в отвір ручки, але був достатньо щільним, щоб створити ефект «закупорки». Паперова куля вставляється в один з кінців порожнього корпусу ручки, після чого, приклавши ручку до губ з іншого кінця, стрілець різко видихає повітря, штовхаючи кульку назовні.

## Інше

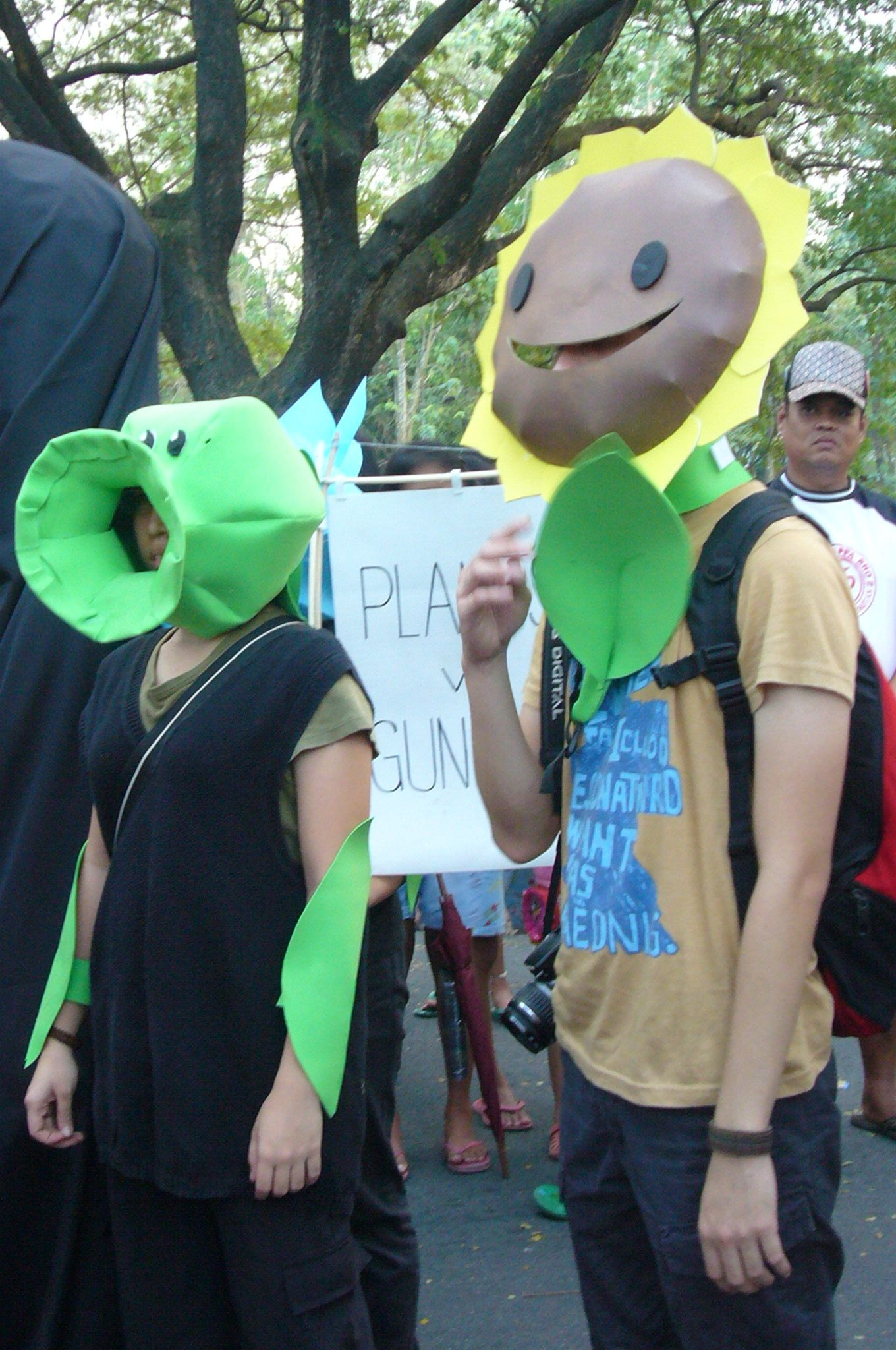
Косплей горохостріла і соняшника

- Косплей горохостріла і соняшникаВинищувач Boeing P-26 Peashooter отримав прізвисько «горохостріл», оскільки не мав видимого озброєння (у нього було два кулемети на підлозі кабіни, що стріляли крізь гвинт). Однак, у нього був довгий трубчастий приціл одразу перед лобовим склом, який, здавалося, був його єдиним озброєнням.
- У відеогрі Plants vs. Zombies є персонаж горохостріл (англ. peashooter) — горох, який атакує горошинами зомбі[3].